# Wärmeleitkleber
Wärmeleitkleber sind Zweikomponentenklebstoffe, meist auf Epoxid- oder Silikonbasis, die zum Beispiel zur Montage von Kühlkörpern dienen. Die Wärmeleitfähigkeit wird dabei über keramische oder metallische Füllstoffe (Al2O3, AlN) hergestellt. Gegenüber Wärmeleitpaste ist die spezifische Wärmeleitfähigkeit in der Regel geringer. Hinzu kommt die meist erforderliche größere Schichtdicke. Zur „zerstörungsfreien“ Demontage geklebter Bauteile (Kühler, Bauteile …) muss jedoch meist die Klebeverbindung vorher geschwächt werden (z. B. durch Erwärmen über den Glaserweichungspunkt TG).
Für die Auswahl des richtigen Klebstoffes müssen mehrere Aspekte beachtet werden. Ein erhöhter Füllstoffanteil verbessert zwar die Wärmeleitfähigkeit, verschlechtert jedoch die Festigkeit der Klebeverbindung. Ein zu hoher Klebstoffanteil kann bei Temperaturbelastung zu deutlichen Ausdehnungsdifferenzen (CTE-Mismatch) führen und die Klebeverbindung lösen, da organische Substanzen im Vergleich zu anorganischen Materialien einen sehr hohen Ausdehnungskoeffizienten haben. Wärmeleitklebstoffe auf Epoxidharzbasis weisen durch die dichtere Vernetzung eine bessere Wärmeleitfähigkeit als Silikone auf, es müssen jedoch über den Klebstoff zusätzlich mechanische Spannungen ausgeglichen werden. So ist wie in der üblichen Klebetechnik die Materialklasse der Silikone vorteilhafter.